# 音羽正彦
音羽 正彦（おとわ ただひこ、1914年〈大正3年〉1月5日 - 1944年〈昭和19年〉2月6日）は、日本の皇族（朝香宮家）、華族、海軍軍人。クェゼリンの戦いにて戦死。最終階級は海軍少佐。栄典は正四位勲一等功四級侯爵。臣籍降下以前の皇族としての名と身位は正彦王（ただひこおう）、敬称は殿下。

## 生涯
1914年（大正3年）1月5日、朝香宮鳩彦王の第2王子として誕生。1934年（昭和9年）1月4日、貴族院皇族議員に就任。
学習院中等科卒業後、海軍兵学校入校。海軍兵学校生徒時代に宿営した広島県西条で、保存用の畳の上に寝てくれと地元民に頼まれた際には「ぼくは国民のデコレーションではないよ」と述べたという。

### 海軍軍人
1936年（昭和11年）4月1日、海軍兵学校第62期卒業。同期に伏見博英、千早猛彦、飯田房太、志賀淑雄など。
海軍少尉任官と共に願により臣籍降下して音羽侯爵家を賜り、貴族院皇族議員を退任し、貴族院侯爵議員となる。
少尉任官後、「羽黒」「五十鈴」乗組。1937年（昭和12年）12月、海軍中尉。「長門」乗組。
1938年（昭和13年）、上海海軍特別陸戦隊で土師喜太郎少佐のもと砲隊中隊長として日中戦争に参戦。田家鎮攻略、馬鞍山攻撃など連戦の激戦で敢闘する。この頃、軍服は泥まみれ、髭はのばし放題であったが、音羽は平然としていた。上海時代には同期の平塚清一に「戦闘というものは、決して格好いいものでもないし華やかなものでもないよ。泥まみれ、ずぶ濡れになり、兵隊とともに苦労するのが戦闘なんだ」と語りかけた。
近藤英次郎中将は次のように回想している。
音羽侯は戦死した部下のことを話されるとき、一人一人の名前をよく覚えておられ、その部下が戦死するまでの戦闘経過をじつに細々とご記憶になっておられた。私は音羽侯のお話を聞きながら、その温かい心の豊かさに泣かされた。音羽侯を語れば、陸戦隊を語れるほど典型的な海軍軍人であった。
「赤城」「山城」「陸奥」各分隊長を経て、1942年（昭和17年）11月に「陸奥」副砲長となる。1943年（昭和18年）、海軍砲術学校高等科学生。なお、この年に「陸奥」は爆沈し、かつての上官である土師喜太郎中佐も「陸奥」砲術長として殉職している。8月21日には海兵同期の伏見博英（博英王）が戦死している。

### 戦死
砲術校卒業直前から「アメリカの進攻も激しくなってきた。今こそ頑張らねば。おれは第一線へ出ていって働くぞ」と述べるなど前線行きを希望しており、第6根拠地隊参謀の海軍大尉としてマーシャル方面の前線部隊に配属された。砲術校高等科同級生の湯原博は「いくらなんでもひどすぎる。アメリカ進攻の矢面ではないか。人事局も、もう少し適任の配置があるはずではないか」と抗議したが、主任教官は「音羽侯のたってのご希望なのだ」と答えた。
クェゼリンの戦いにて5日間の死闘の末、1944年（昭和19年）2月6日、マーシャル諸島のクェゼリン島で戦死する（クェゼリンの戦い）。享年31 （満30歳没）。これに先立つ同年2月4日には、海軍大臣嶋田繁太郎が昭和天皇に謁見して消息について奏上を行っていた。
1944年（昭和19年）2月6日、戦死認定され海軍少佐に進級する。同年2月27日、弔問のための勅使として徳川義寛が邸に遣わされた。
同じ皇族海軍軍人の高松宮宣仁親王は『高松宮日記』に「はじめ大鳥島に勤務していた侯爵を、危険だからというのでクェゼリン島に転属させたところ、米軍が予想に反して同島に上陸してきた」と記している（昭和十九年二月四日条）。
朝香宮家は「勲一等を持っていた侯爵に大勲位菊花章をさずけてくれ」（『高松宮日記』二月二十六日条）、「爵位を公爵にあげてくれ」（三月四日条）などと宮内省に請願したがいずれも実現しなかった。

## 人物
- 運動神経抜群で、様々なスポーツに興味を持った。皇族初の講道館柔道初段で、兵学校時代は名ショートとして知られ、ラグビーも好み、百メートル競争で11秒8の記録を保持し、テニスも一流の腕前であった[3][9]。

## 家族
1940年（昭和15年）11月14日、第1次近衛内閣で拓務大臣を務めた大谷尊由の次女・益子と結婚。1944年（昭和19年）1月5日、貴族院侯爵議員に就任。同年2月6日に戦死。夫妻に子供はなく、音羽侯爵家は廃絶となる（益子はその後、小坂財閥の小坂善太郎と再婚）。

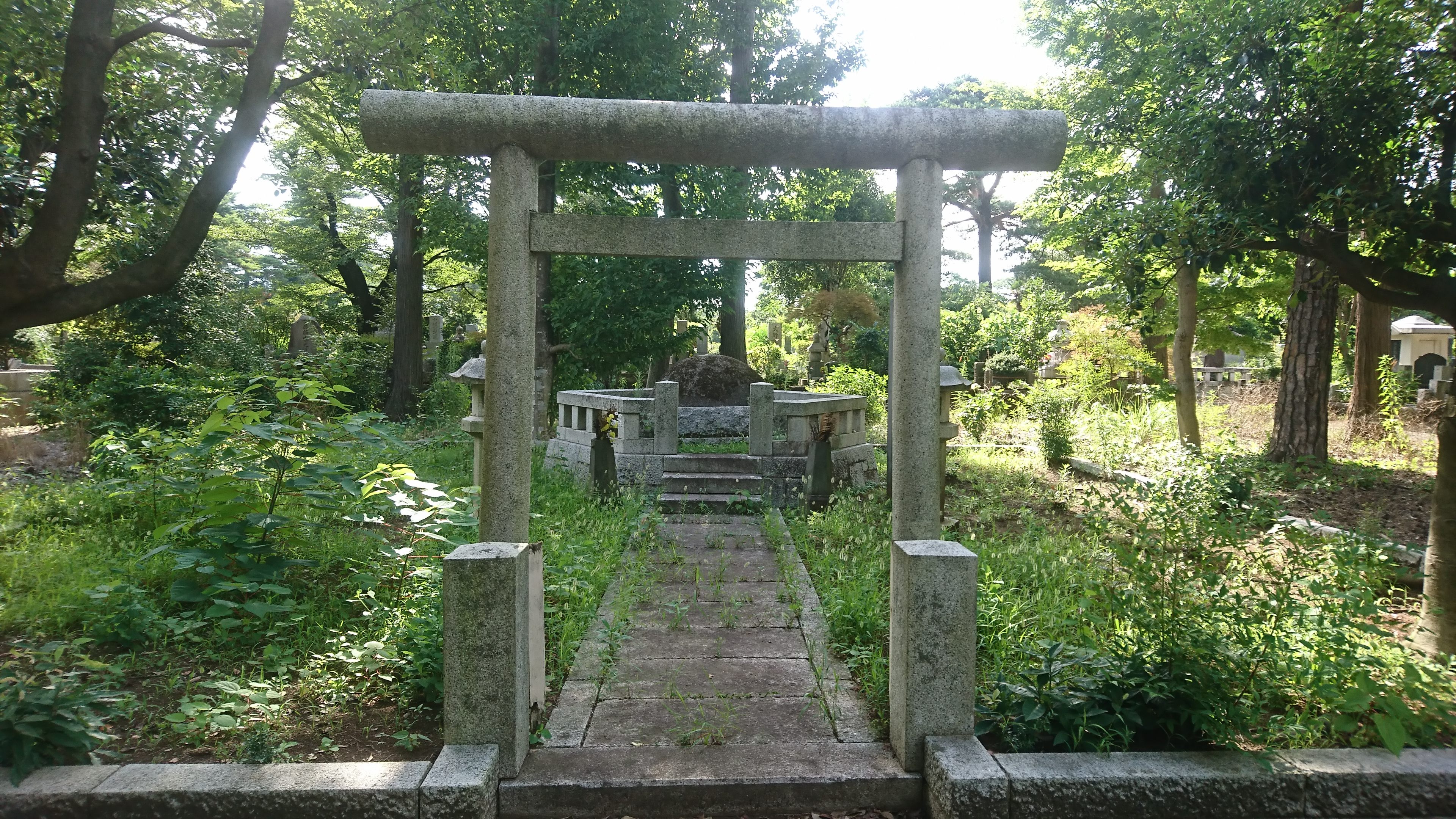
多磨霊園にある音羽正彦の墓。

## 栄典
- 1936年（昭和11年）3月2日 - 勲一等旭日桐花大綬章[11]
- 1940年（昭和15年）8月15日 - 紀元二千六百年祝典記念章[12]